# Kerkhof van Blaringem
Het Kerkhof van Blaringem is een gemeentelijke begraafplaats in de gemeente Blaringem in het Franse Noorderdepartement. Het kerkhof ligt er rond de Sint-Maartenskerk in het dorpscentrum.

## Oorlogsgraven
Op het kerkhof liggen een Britse oorlogsgraven uit de Eerste Wereldoorlog. Er liggen 4 graven, waarvan er 3 zijn geïdentificeerd. De graven worden onderhouden door de Commonwealth War Graves Commission. In de CWGC-registers is het kerkhof opgenomen als Blaringhem Churchyard